# Zdobycie Tyrnowa przez Turków
Zdobycie Tyrnowa przez Turków 1686.
Po klęsce wiedeńskiej poniesionej przez Turków w roku 1683 i zawiązaniu się antytureckiej Świętej Ligi (Austria, Polska, Wenecja, Rosja  i Państwo Kościelne), walkę z Turcją podjęli Bułgarzy. W roku 1686 wybuchło powstanie w Tyrnowie, które szybko rozprzestrzeniło się na północne rejony kraju (Stara Płanina, Gabrowo, Trajan). Przywódcą powstania był Rostisław Stratimirowicz, zwany księciem Tyrnowa. Siły powstańców wynosiły około 5000 ludzi.
Turcy, na skutek zdrady dowiedzieli się o powstaniu, dzięki czemu zapobiegli jego rozszerzeniu i ściągnęli nowe siły do walki z Bułgarami. Po ataku Turków na Tyrnowo spiskowcy zbiegli z miasta. Miejscowa ludność została wymordowana, a ich domy splądrowane. Po upadku miasta powstanie upadło, a Turcy bezwzględnie rozprawili się z ludnością pozostałych rejonów. Przywódcy powstania zbiegli w roku 1689 do Rosji. 